# Ivrea (stad)
De stad Ivrea (Latijn: Eporedia) ligt in de Piëmontese provincie Turijn in Italië, aan de voet van de Alpen. De stad is de officieuze hoofdstad van de heuvelachtige streek Canavese. Dwars door Ivrea stroomt de rivier Dora Baltea. Ten oosten van de stad ligt La Serre, een 25 kilometer lange morenewal die de scheiding vormt tussen de provincies Turijn en Biella. Sinds 2018 is Ivrea UNESCO-werelderfgoed.
Belangrijke monumenten in het centrum zijn de barokke Duomo en het Castello met zijn opvallende rode torens. Bij muziekliefhebbers is Ivrea bekend door de Ivreacodex, een 14de-eeuws manuscript met Franse muziek van onder meer Guillaume de Machault.
Gedurende carnaval haalt de stad regelmatig het nieuws met beelden van de sinaasappelgevechten. Deze zijn een eeuwenoude traditie; de eerste beschrijving van het jaarlijkse carnaval dateert uit 1808.
Ivrea is de thuisbasis van het megaconcern Olivetti. De crisis in dit bedrijf had grote gevolgen voor de werkgelegenheid in de stad.

## Geboren
- Roberto Accornero (1957), acteur
- Arianna Follis (1977), langlaufster
- Gianluca Comotto (1978), voetballer

## Foto's

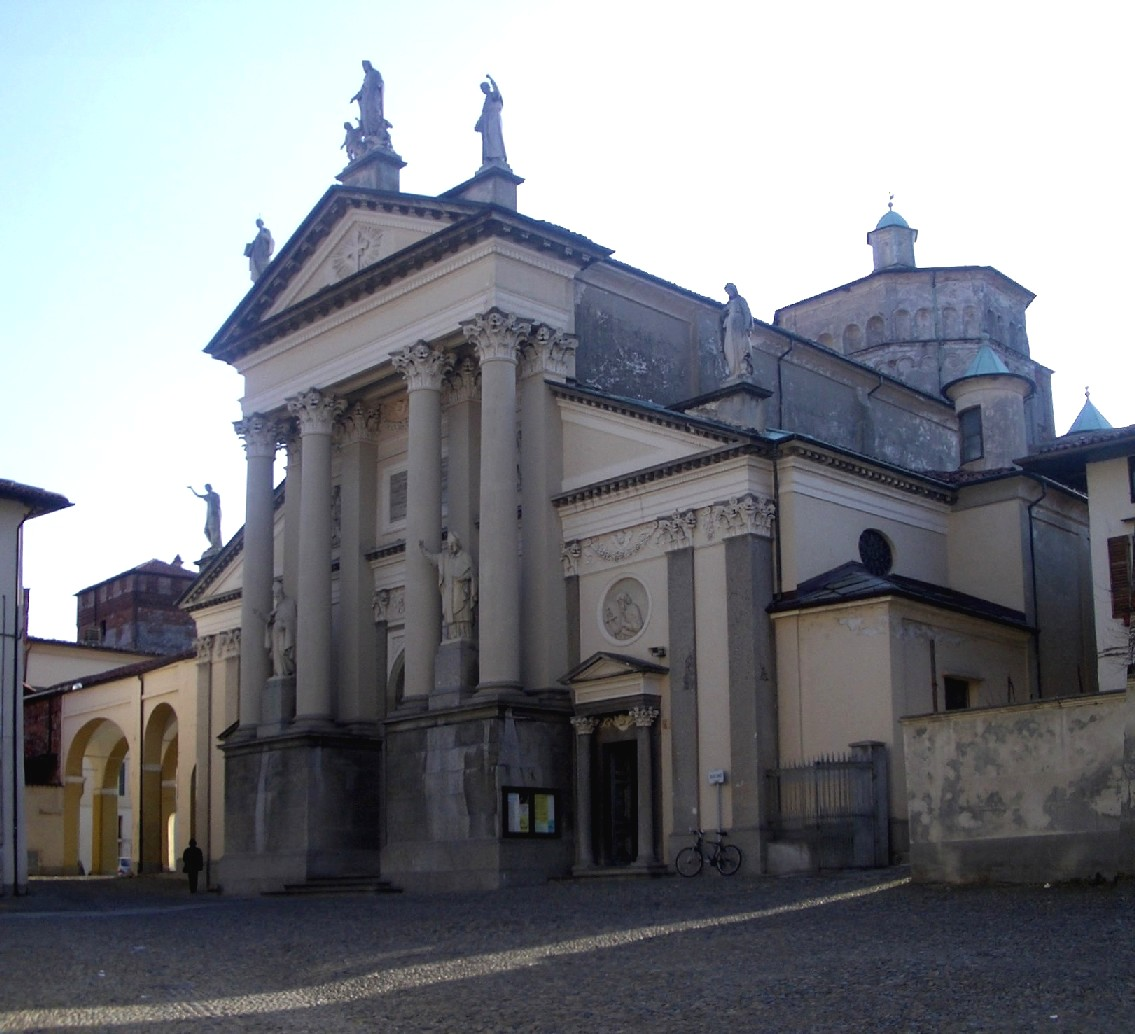
Duomo
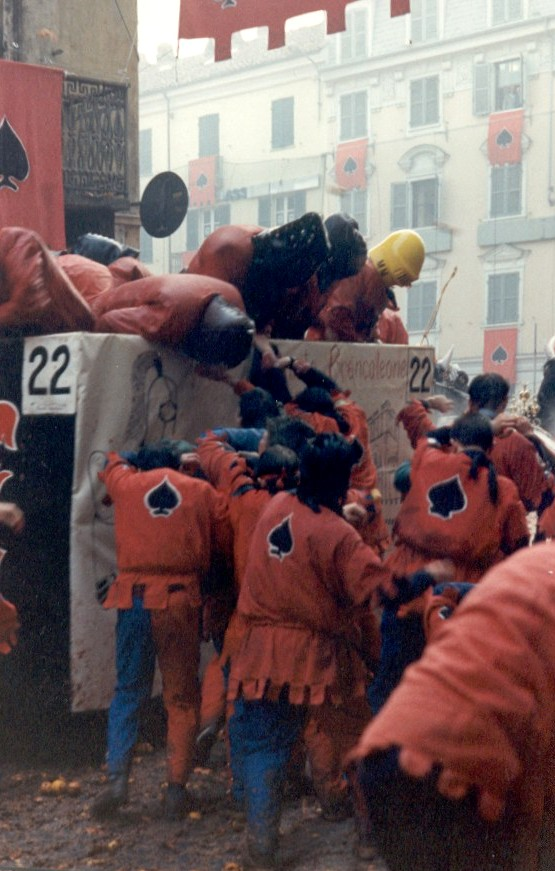
Sinaasappelgevecht tijdens carnaval